# Bir Bol

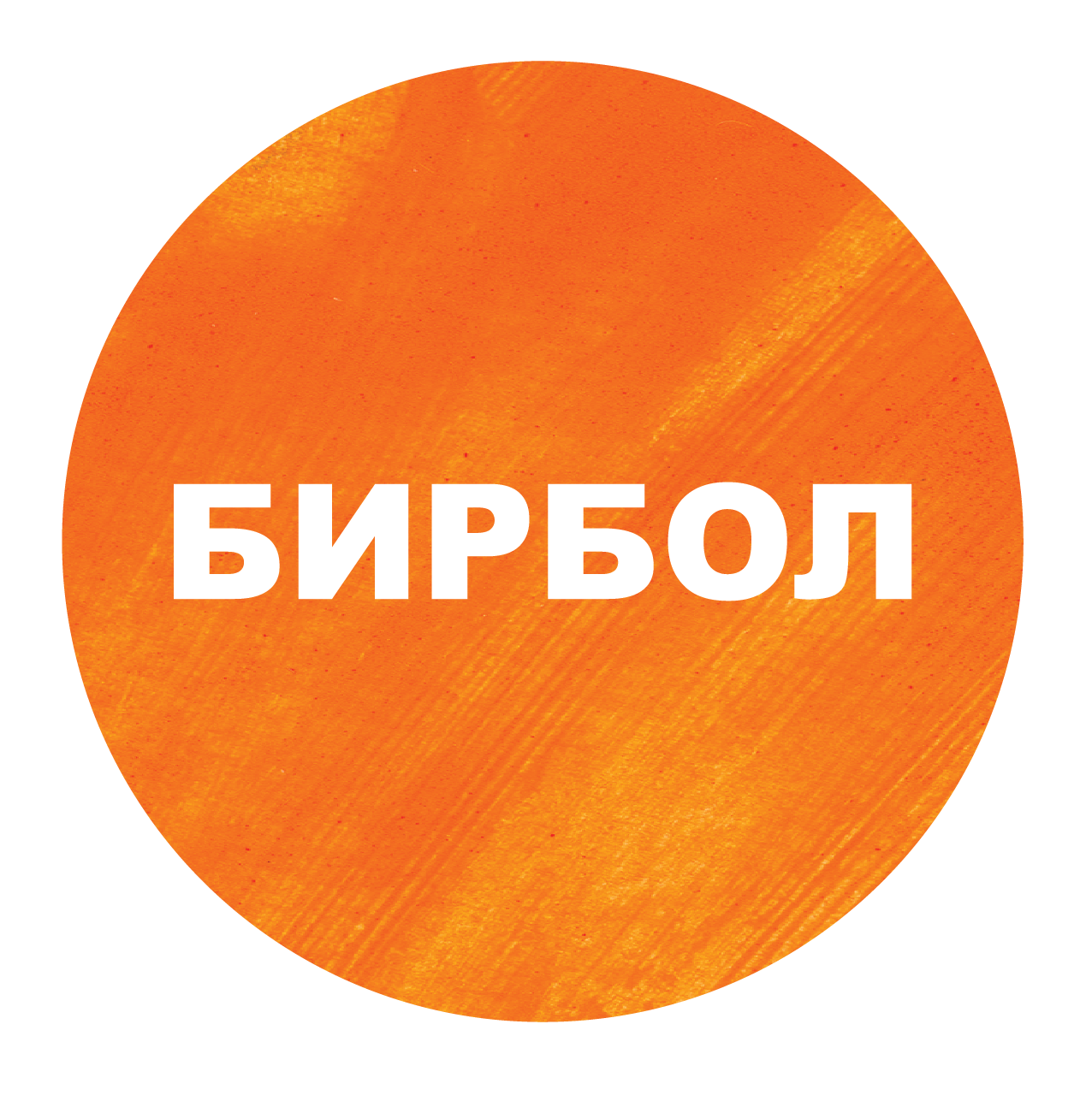
Logo der Partei Bir Bol

Bir Bol (kirgisisch und russisch Бир Бол, deutsch: Seid einig) ist eine politische Partei in der Republik Kirgisistan. Seit der Parlamentswahl 2015 ist die Partei mit 12 Abgeordneten im Dschogorku Kengesch, dem kirgisischen Parlament vertreten.

## Geschichte
Die Partei wurde im Jahr 2010 gegründet und am 28. Juni 2010 als politische Partei registriert. In den Jahren nach ihrer Gründung gelang es der Partei Bir Bol, Mandate in mehreren Lokalwahlen zu gewinnen, wobei die Partei insbesondere im Westen des Landes in der Umgebung von Osch und Toktogul erste Erfolge erzielen konnte. Im Frühjahr 2014 wechselte der bekannte kirgisische Politiker Altynbek Sulaimanow von der Partei Respublika zu Bir Bol und erhöhte auf diese Weise die Bekanntheit der bis dato nur lokal verbreiteten Partei. Nach seinem Parteiwechsel wurde Altynbek Sulaimanov zum Parteivorsitzenden der jungen Partei Bir Bol gewählt und hat dieses Amt bis heute inne.
Bei der Parlamentswahl 2015 konnte die Partei 8,32 % der abgegebenen Stimmen auf sich vereinen und damit die landesweit geltende 7-Prozent-Hürde überspringen. Mit diesem Ergebnis war Bir Bol in der fünfjährigen Legislaturperiode nach der Parlamentswahl mit 12 Abgeordneten die fünftgrößte Fraktion im kirgisischen Parlament. Nach der Bildung einer Regierungskoalition aus vier der sechs Fraktionen im Parlament bildete Bir Bol mit dem Parteienbündnis Respublika-Ata-Schurt die Opposition.
Nach dem Bruch dieser Regierungskoalition im Oktober 2016 wurden neue Sondierungsgespräche aufgenommen, die schließlich in der Bildung einer Koalition aus der Sozialdemokratischen Partei Kirgisistans, der Kirgisistan-Partei und Bir Bol endeten. Damit war Bir Bol erstmals an der Regierung in Kirgisistan beteiligt und unterstützte die Wahl des damaligen Premierministers Sooronbai Dscheenbekow. Bereits im Jahr 2018 kam es zu einer erneuten Umbildung der Regierungskoalition, Bir Bol blieb dabei allerdings Teil der Koalition.
Bei der Parlamentswahl 2020 am 4. Oktober 2020 strebt Bir Bol den erneuten Einzug in das kirgisische Parlament ein, was in Anbetracht der sehr dynamischen Parteienlandschaft in Kirgisistan und der Erhöhung der Sperrklausel um zwei Prozentpunkte auf eine 9-Prozent-Hürde nicht als selbstverständlich angesehen werden kann. Bei einem Parteitag am 17. August 2020 wählten die Delegierten die Kandidaten auf der Wahlliste der Partei.

## Ausrichtung
Die Partei präsentiert sich als vereinigende politische Kraft, die den Zusammenhalt der kirgisischen Gesellschaft stärken möchte. Inhalte der Partei sind dabei vor allem die wirtschaftliche Entwicklung des Landes, die soziale Sicherheit in Kirgisistan, die Bekämpfung der Korruption und die Steigerung der Effizienz des Staatsapparates. Hinsichtlich des Verhältnisses zu Russland unterstützt die Partei eine weitere Annäherung und eine vertiefte Zusammenarbeit. Im Vorfeld der Parlamentswahl 2020 gab die Partei konkrete Ziele für die kommende Legislaturperiode aus, so soll Kirgisistan in die Top 30 des Ease of Doing Business Index aufsteigen, sein Bruttoinlandsprodukt verdoppeln, die Kosten des Staatsapparates um 70 % reduzieren und das Haushaltsdefizit auf 3 % senken. Diese Ziele sollen nach Ansicht der Politiker von Bir Bol durch Steuersenkungen für kleine Unternehmen, eine gesteigerte Effizienz der Steuer- und Zollbehörden durch die Digitalisierung von Prozessen und verbesserte Bedingungen für ausländische Investoren erreicht werden. Weitere Ziele der Partei sind die Verbesserung der Bildung in Kirgisistan durch gesteigerte Investitionen in Schulen und Lehrer, die Einführung der Fächer Englisch und Informatik in den ersten Klassen der Primarschulen und verbesserte Förderungen für begabte Schüler und Studenten. Für den Gesundheitssektor des Landes fordert die Partei eine Reform der Krankenversicherung, die vor allem armen Menschen helfen soll, und die Erhöhung der Gehälter von Ärzten und Pflegern.